# 미하라 오사무
미하라 오사무(일본어: 三原 脩, 1911년 11월 21일~1984년 2월 6일)는 일본의 전 프로 야구 선수이자 야구 지도자, 구단 경영자, 야구 해설가·평론가이다. 가가와현 나카타도군 간노촌(현: 만노정) 출신이며 현역 시절 포지션은 내야수였다.
감독으로서의 통산 3,248경기는 일본 프로 야구 역대 최다 기록이며 통산 1,687승은 역대 2위 기록이다.
출생 당시의 본명 및 요미우리 자이언츠 총감독에서 물러날 때까지의 표기는 ‘三原 修’(동음).
장녀인 미하라 도시코(三原敏子)는 나카니시 후토시의 아내로, 미하라는 나카니시의 의붓아버지에 해당한다.

## 인물

### 프로에 입문하기까지

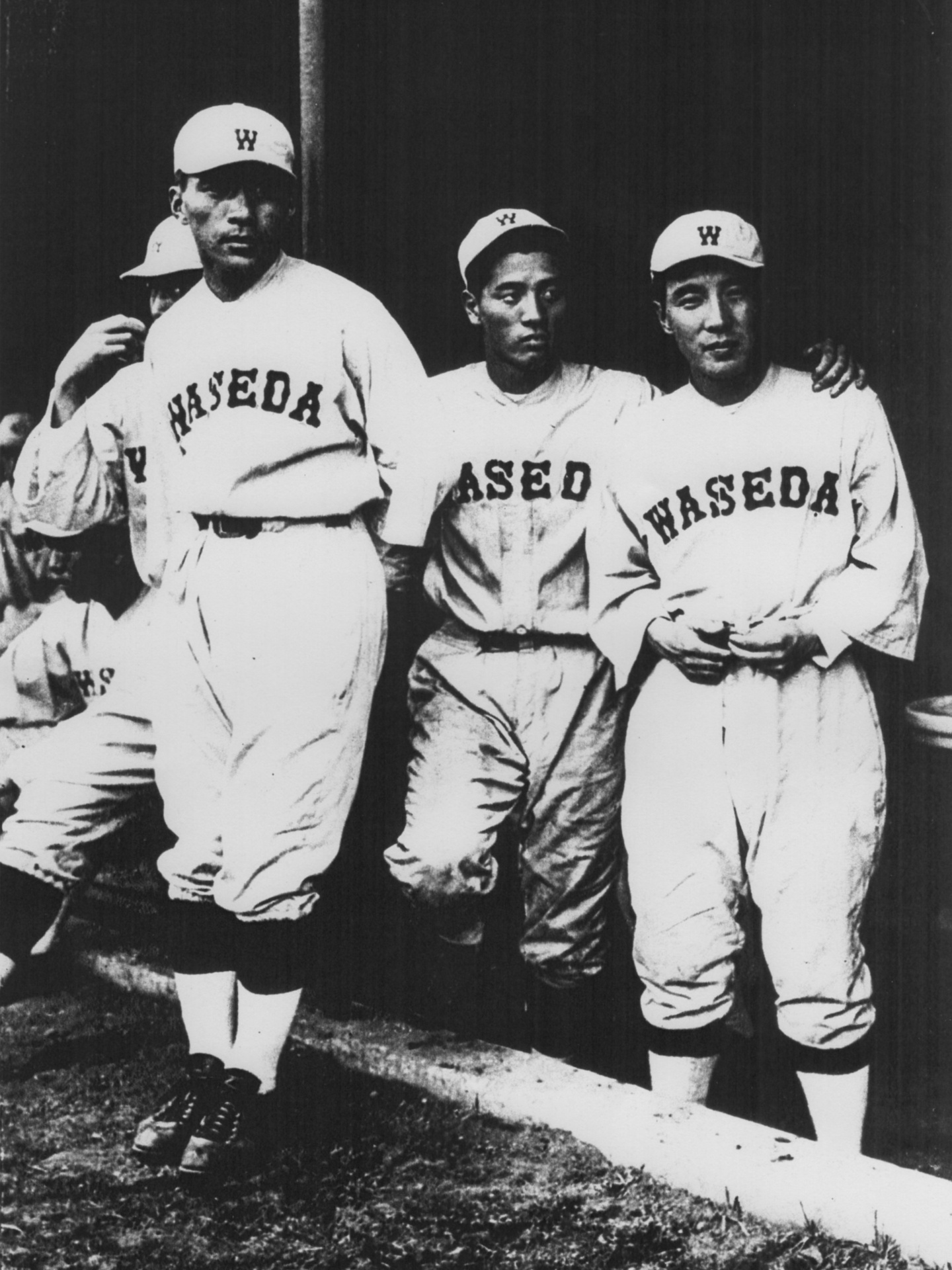
와세다 대학 시절의 미하라 오사무(가운데, 1931년 추계 소케이센 당시)

대지주의 막내 아들로서 무엇하나 부족한거 없을 정도로 자랐다. 가가와 현립 마루가메 중학교(현: 가가와 현립 마루가메 고등학교) 시절 야구에 빠져 사관이 되길 바라던 아버지의 의향으로 가가와 현립 다카마쓰 중학교(현: 가가와 현립 다카마쓰 고등학교)로 전학을 가게 됐는데 다카마쓰 중학교 교장은 ‘문무양도’(文武両道)를 권하고 있어 야구부에 들어오는 것을 조건으로 전학을 인정했다. 다카마쓰 중학교에서는 유격수로서 투수인 가지와라 히데오(후에 도쿄 제국대학)와 함께 제14회 전국 중등학교 우승 야구 대회(하계 고시엔 대회)에 출전해 준결승까지 올라왔는데 우천 콜드 게임으로 팀은 패했다. 야구부의 매니저를 맡았던 이는 훗날 일본사회당 위원장을 역임했던 나리타 도모미였다.
중학교를 졸업한 미하라는 제4 고등학교(구제) 진학 시험을 치렀는데 미하라의 중학교 선배에 해당하는 미즈하라 요시아키가 있던 와세다 대학에 스카웃 되어 입학하게 됐다. 와세다 대학 야구부에서는 1학년 때부터 2루수로서 활약했는데 특히 1931년 춘계 시즌인 소케이센 2차전에서 게이오기주쿠 대학의 투수 미즈하라 시게루를 상대로 감행한 홈스틸은 소케이센 역사의 이름을 남겼다. 이 홈스틸로 역전에 성공한 와세다 대학은 경기 흐름을 계속 이어나갔고, 이후에도 추가점을 올리면서 6대 3으로 승리하는 등, 와세다 대학은 상대 전적을 1승 1패로 기록하여 1930년 추계 시즌부터 소케이센 연패를 ‘5’에서 멈출 수 있었다.
그러나 미하라는 1933년에 춘계 리그전 이후 결혼을 계기로 글러브를 연습장에 내동댕이치고 야구부에서 탈퇴한 뒤 귀향했다. 고향에서는 야구로부터 떨어진 생활을 보내고 있었지만 대학 중퇴를 허락하지 않는 미하라 집안의 분위기 속에서 같은 해에 복학했다. 하지만 복학 이후 본래 이과계열의 미하라는 상과 수업에 적응하지 못하게 되면서 결국 귀향을 택했다. 그 후, 대학 시절 주전으로 활약했던 히로세 마사카타(1931년 춘계 리그 수위 타자)가 히로세 스케타로 닛폰 생명보험 사장의 조카인 것을 인연으로 닛폰 생명보험에 입사하여 오사카부로 이사했고 아울러 히로세를 비롯한 주변인들의 권유로 사회인 야구팀 젠오사카에서 야구를 했다. 리그 통산 67경기에 출전하여 231타수 68안타, 타율 0.294를 기록했다.

### 프로 야구 선수 시절: 계약 제1호 선수

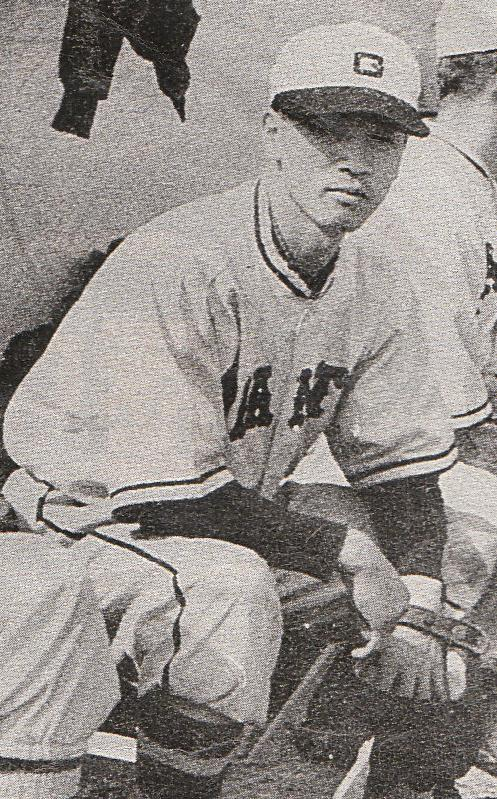
1936년 당시의 미하라 오사무

1934년 6월 6일 계약 선수 제1호로서 같은 해 12월 26일에 정식 설립된 대일본도쿄야구클럽에 입단하여 프로 선수가 됐다. 1935년 1월에는 입영으로 인해 한 차례 퇴단했지만 일본에서 처음으로 프로 리그인 일본 직업 야구 연맹(통칭 ‘직업 야구’, 1939년부터는 일본 야구 연맹)이 발족된 1936년 9월에 팀의 후신인 도쿄 교진군의 선수 겸 조감독으로서 복귀했다. 같은 해 9월에 있은 모린지에서의 특별 훈련에선 감독 후지모토 사다요시의 오른팔로서 성과를 올리는데 큰 역할을 했다.
1937년 춘계 리그에서는 3번 타자 겸 2루수로서 팀내 2위에 해당되는 24타점을 기록했다. 같은 해에 다시 징집되면서 중국 전선으로 출정했는데 난샹(南翔)에서 대퇴부가 관통하는 총상을 입었다.
1938년에 세 번째로 복귀했지만 춘계 리그에서는 주전 2루수 자리를 신인에서 야수로 막 전향한 치바 시게루에게 양보하는 모양새가 됐다. 일설에 의하면 당시 미하라는 주식 매매에 여념이 없어서 지방 원정으로의 불참하는 일이 종종 있었다고 한다. 그해 추계 리그에는 주전 2루수로 복귀하여 1번 타자로 활약했다. 같은 해 오사카 타이거스와 맞붙은 연맹 선수권 경기 1차전이 종료된 후 심판 판정에 불만을 품은 후지모토 사다요시 감독이 심판실에 항의하러 갔다. 미하라는 후지모토를 말리려고 뒤쫓아갔지만 이때 미하라가 우연히 야구 배트를 들었다는 이유로 연맹에서 출장 정지 처분과 함께 벌금이 부과됐다. 미하라 자신은 야구 배트를 쥐고는 있었지만 아무런 행동도 하지 않았는데 출장 정지와 벌금에 처해진 것에 불복하여 결국 입단한 지 3년 만에 은퇴했다.

### 신문 기자에서 요미우리 감독으로
현역에서 은퇴하고 도쿄 교진군을 퇴단한 미하라는 호치 신문 기자로 활동하면서도 세 번째로 응소해 버마 전선에서 종군했다. 태평양 전쟁 이후 요미우리 신문사 운동부의 기자로서 근무하여 야구와 관련된 평론을 집필하고 있었고 1947년에는 요미우리 신문사가 구단 경영에 참여하면서 팀 이름을 ‘요미우리 자이언츠’로 변경, 시즌 도중인 6월 3일 구단이 성적 부진으로 괴롭혀왔던 탓에 감독에 취임하는 것을 구단측과 합의했다. 같은 해 6월 6일에는 와세다 대학 시절의 후배였던 감독인 나카지마 하루야스에게 배려하는 차원에서 조감독, 기술 고문으로 취임했다. 9월에는 총감독으로 부임하여 실질적인 지휘권을 잡았다. 그 해 요미우리는 5위를 기록했다.

### 여러 불미스런 사건과 배척 운동
1948년에는 모든 경기에서 미하라가 팀의 지휘를 잡으면서 2위를 차지했고 같은 해 시즌 종료 후 벳쇼 다케히코의 이적을 둘러싼 소동이 일어났다. 또한 당시 팀 감독 대부분이 등번호 ‘30’번을 착용하고 있었지만 미하라 본인은 조감독 겸임을 맡았던 시절에는 퇴단할 때까지 ‘21’, 전후 요미우리에 복귀하거나 퇴단할 때까지 ‘31’, 니시테쓰의 감독으로 취임한 후에는 ‘50’, 다이요 감독 시절에는 첫 우승부터 퇴단할 때까지 ‘60’, 긴테쓰 시절에는 ‘3’, 감독으로서 마지막 지휘봉을 잡은 야쿠르트 감독 시절에는 ‘80’번을 착용하는 등 세월이 지날수록 등번호가 커져가고 있었다. 니시테쓰 시절의 등번호 변경에는 대학 시절 라이벌로 삼았던 미즈하라 시게루를 대항하는 차원에서 두 배의 등번호로 바꿨다는 내용의 관련 문헌도 있지만 정작 본인은 특별히 등번호에 집착하지 않았던 것으로 보인다.
1949년 경기 중에 상대 팀인 난카이 호크스 선수를 구타한 사건(일명 ‘미하라 폭행 사건’)을 일으켜 무기한 출장 정지 처분의 징계를 받았다. 이후 구명 운동에 의해서 출장 정지 기간은 100일로 줄어들었고 같은 해 7월 23일부터 복귀했다(미하라가 출장 정지 기간 동안 감독인 나카지마가 팀을 지휘). 미하라의 중징계로 인해서 팀은 전력 이탈 등의 우여곡절은 있었지만 결국 우승을 달성했다(요미우리는 태평양 전쟁 이후 첫 우승을 달성했는데 이것은 일본 야구 연맹 리그의 마지막 우승으로 기록됐다). 같은 해 7월에는 학창 시절부터 라이벌이자 요미우리에 입단한 뒤 3루수를 맡고 있던 미즈하라가 시베리아 억류에서 복귀해 팬이나 선수들로부터 미즈하라의 플레이를 기대하는 목소리가 고조됐지만 정작 미하라는 미즈하라를 기용하지 않았다. 요미우리의 업적을 남긴 공로자로 평가받고 있는 미즈하라를 기용하지 않은 것에 대해 팀내에서도 비판이 일었다. 시즌 종료 후 요미우리 선수들을 중심으로 미하라를 배척한 뒤 미즈하라를 옹립하려고 하는 이른바 ‘미하라 감독 배척 소동’이 일어났다. 구단은 이 상황을 지켜본 뒤 ‘총감독 미하라, 감독 미즈하라’라는 인사를 단행해 센트럴 리그에 가맹된 1950년의 지휘권은 미즈하라가 차지하게 됐다. 감독으로 취임한 미즈하라는 이때 미하라의 감독 교체에는 부정적인 입장을 나타냈지만 그 한편으로 “미하라는 부대표로 임명하는 것이 어떻습니까. 여하튼 제가 감독이라면 맡겨주십시오” 라며 구단에 제안했다. 총감독이 된 미하라에게는 구단으로부터 일이 주어지지 않아서 하루종일 심심풀이로 바둑을 두는 등의 하루를 보냈다.

### 니시테쓰 감독 시절

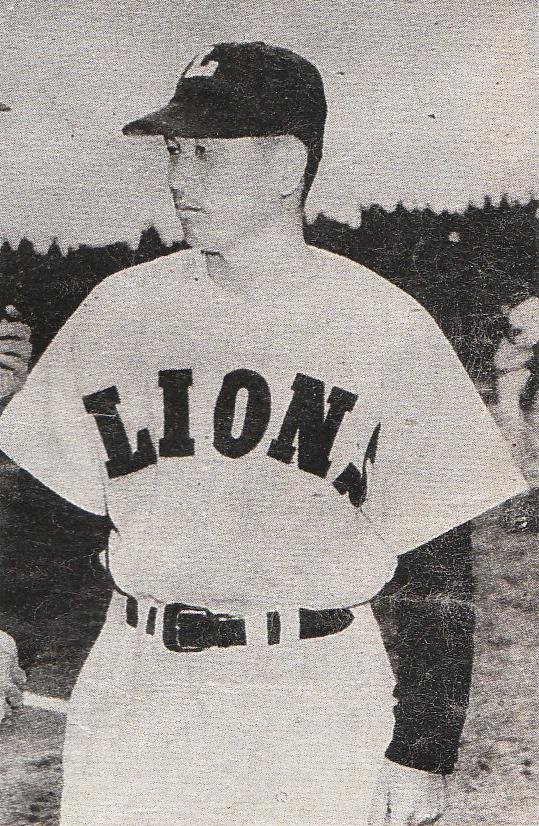
니시테쓰 감독으로 재직할 당시의 미하라(1951년)

1950년 시즌 종료 후 퍼시픽 리그의 니시테쓰 클리퍼스에 이적했던 전 요미우리 투수 가와사키 도쿠지와 구단 사장이던 니시 마타지로의 설득으로 이듬해 1951년 1월 30일에 니시닛폰 파이레츠를 흡수 합병한 니시테쓰 클리퍼스(2월 28일부터 구단명을 ‘니시테쓰 라이온스’로 변경)의 감독으로 부임했다. 니시닛폰 감독 취임이 공식 발표된 다음날부터 자신의 이름 표기를 ‘三原 修’에서 ‘三原 脩’(동음)로 변경했다. 그 이유에 대해 미하라 본인은 자신의 저서 등에서 언급한 적은 없었으나 훗날 장남이 밝힌 적이 있었는데 ‘수학’(修学), ‘수행’(修行)과 같은 발전 도상임을 나타내는 숙어의 이미지가 강했던 ‘修’자와 결별하고 싶은 생각이 있었다고 보여지며 요미우리 감독 시절에는 팀을 잘 ‘다스리지’(おさめる) 못해 위에서 말한 배척 소동이 일어난 일로부터 감독으로서 보다 고차원적인 입장에서 ‘다스리고 싶다’(おさめたい)라는 바램을 ‘脩’자로 나타낸 것으로 추정된다.
요미우리 총감독 시절의 괴로웠던 기분을 풀기 위해 니시테쓰를 강한 팀으로 이끌어 일본 시리즈에서 요미우리와 맞대결해서 이기겠다는 굳은 결심을 했다. 1952년에 나카니시 후토시나 야구계 굴지의 스타 선수인 ‘파란 배트’ 오시타 히로시의 영입에 성공했고 도요다 야스미쓰, 이나오 가즈히사 등과 같은 젊은 유망 선수를 잇달아 영입하여 오시타를 중심으로 하는 팀을 만들어 나갔다.
1954년에는 구단 창단 이후 최초로 퍼시픽 리그 우승을 달성했지만 센트럴 리그에서는 당시 ‘마구’라 불릴 정도로 포크볼을 구사하던 스기시타 시게루가 소속된 주니치 드래건스가 요미우리를 누르고 리그 우승하여 그 해 일본 시리즈에서는 요미우리와의 대결은 이뤄지지 않았다. 하지만 일본 시리즈에서는 3승 4패의 성적으로 주니치에게 우승을 양보했다. 1956년에는 2년 만에 리그 우승을 달성했고 일본 시리즈 상대는 미즈하라가 이끄는 요미우리와의 맞대결이 성사됐다. 양 팀간의 대결은 언론에서도 ‘간류섬의 대결’이라고 불릴 정도로 주목을 받았고 4승 2패의 성적을 기록, 그토록 염원이던 ‘요미우리를 물리친 일본 시리즈 우승’을 이끌었다. 만년의 미하라는 니혼케이자이 신문 ‘나의 이력서’에서 밝힌 바에 따르면 축승회에서 선수들과 술을 마시고 떠들썩 하고 있는 와중에 색종이가 자신에게 돌아오면서 거기에 ‘나는 이겼노라’라고 써넣었다고 한다. 요미우리 시절 감독으로서 자질이 의심될 정도로 비판을 받고 낙향한 본인으로서는 쾌심의 승리이자 니시테쓰 황금 시대의 서막을 알렸다. 이듬해엔 4승 1무를 기록하여 패전 없이 요미우리를 제압했는데 선수들 사이에선 ‘리그에서 난카이와 다이마이를 이기는 것이 어렵다’는 비관적인 반응도 나왔다.
1958년, 니시테쓰는 3년 연속으로 요미우리와의 일본 시리즈 맞대결이 성사됐지만 그해 도쿄 6대학 리그 최초의 장거리 타자로 활약했던 나가시마 시게오(릿쿄 대학)를 영입한 요미우리는 1차전부터 3차전까지 니시테쓰를 제압하고 3연승을 기록했다. 3차전이 열린 것은 10월 14일이었지만 미하라 자신이 밤늦도록 마작을 하던 도중에 우천 예보가 있다는 사실을 알아채고 니시 마타지로 구단 사장과 전화 연락을 한 끝에 4차전 취소 결정을 내렸다고 한다. 완투시키려는 이나오를 쉬게 하고 싶다던가 운을 바꾸고 싶은 생각은 있었지만 역전 우승의 승산이 있는 것은 아니었다. 비는 아침에 개어 쾌청해졌기 때문에 요미우리는 경기 취소 결정에 대해 항의에 나섰지만 미하라의 회고에 의하면 미즈하라가 자신에게 전화를 걸어 거세게 다그치자 “어차피 자네가 이길 거 아니냐”라며 말한 뒤 일방적으로 수화기를 내려놓았다고 한다. 선수쪽에서도 이제 와서 만회하기엔 무리일 것이라는 분위기였지만 “이대로 헤이와다이에서 요미우리에게 우승을 내주면 분노한 규슈팬들에게서 봉변을 당할 수도 있다. 적어도 2승을 올린 뒤 도쿄까지 가서 질 수 밖에 없다”라는 ‘소극적인 적극론’에 모두가 동조했다. 그렇게 니시테쓰는 우천에 의해서 하루 쉬고 등판한 이나오의 완투에 힘입어 4차전에 승리하여 분위기가 바뀌었고, 5차전에서도 연장전까지 접전 끝에 연승을 거두는 등 6차전 장소를 고라쿠엔 구장으로 옮겼다. 5차전에서의 이나오는 3점 뒤지고 있는 시점에서 연투하는 이른바 ‘롱 릴리프’였지만 이것은 미하라가 패배를 전제로 하면서 경기 후에 “에이스를 쓰고도 졌으니 어쩔 수 없다”라는 이유로 변명하기 위한 기용이었다. 하지만 미하라의 속마음을 모르고 있는 선수들은 이나오의 구원 등판을 ‘감독님은 아직 승부를 포기하지 않았다’라고 해석하여 분발했고 동점을 만든 뒤 역전에 성공하면서 일본 시리즈의 흐름은 니시테쓰로 기울었다. 이나오는 도쿄에서도 이틀 연속으로 완투했고 요미우리는 나가시마를 갖고 있음에도 불구하고 홈구장에서의 연패를 피할 수 없었다.
이로써 니시테쓰는 일본 시리즈 사상 최초이자 월드 시리즈에서도 전례없는 ‘3연패를 당한 이후의 4연승’이었고 1958년 양팀 간의 대결하는 모습은 일본 프로 야구의 역사에 남는 명승부로 기록됐다. 또한 이나오는 2차전을 제외한 6경기에 등판했는데 그 중 4차례는 완투, 4차전부터 모두 등판하여 4연승을 기록했다. 미하라에게서 ‘하느님, 부처님, 이나오님’(神様、仏様、稲尾様)이라는 감사 인사를 받았고 언론도 이나오를 ‘철완’이라고 극찬한 이유였지만 현재로선 생각할 수 없는 혹사임에는 두말할 것도 없다. 노령의 미하라는 병상에서 문병 온 이나오에게 그해 일본 시리즈에서 연투한 이유를 설명한 뒤 자신은 감독으로서의 실책이라고 사과했는데 ‘이겼으니까 됐잖아요’라고 위로해도 기분이 풀리지 않는 눈치였다고 이나오는 훗날 회고했다.
이렇게 일본 프로 야구를 대표하는 명장으로 불릴 정도로 군림한 미하라는 구단에 강한 불신감을 갖고 있어서 퇴단을 결심해 다른 구단으로의 이적을 모색하고 있었다. 그때 다이요 웨일스가 미하라의 의향을 파악하고 감독 취임 직전까지 이르렀으나 과거 미하라가 기자로 근무했던 호치 신문(후의 스포츠 호치)이 이것을 특종 취재해서 결국 니시테쓰에 잔류했다. 하지만 1959년에는 4위로 떨어지며 침체를 겪는 등 시즌 종료 후인 11월 19일에 성적 부진에 대한 책임을 지고 감독직에서 사임했고 이틀 후인 11월 21일에 다이요 감독으로 부임했다.

### 다이요 감독 시절
당시 다이요는 1954년부터 1959년까지 6년 연속 최하위를 기록했고 만년 최하위 팀인 다이요에 명장으로 이름높은 미하라가 감독으로 취임한 것은 당시로서는 큰 화제를 불러 일으켰다. 그리고 미즈하라가 이끄는 요미우리와 페넌트레이스에서 상대하게 되자, 언론에서는 이를 ‘간류섬 싸움의 재현’이라고 불릴 정도였다. 스프링 캠프에서 기자들로부터 ‘승률 5할이 목표인가요?’라고 질문을 받은 순간 미하라는 돌연 큰 소리로 “농담이 아니라, 승률 5할을 목표로 해서 승리할 수 있나요? 다이요의 목표는 우승입니다. 최하위였다 하더라도 그건 작년까지의 일이고, 전년도에 최하위였으니 다음에도 최하위라고 하는 건 이치에 맞지 않습니다. 전년도 최하위 팀이 우승한 사례는 미국에도 많이 있습니다”라며 강한 어조로 말하자, 어느새 선수들은 이 말을 듣고 신경을 곤두세우고 있었다.
부임 첫 해인 1960년에는 팀이 개막 이후부터 6연패를 당했고 에이스 아키야마 노보루도 갑작스런 전력 이탈로 어수선할 정도의 시즌 개막을 맞이했지만 곧바로 선수 기용이 뛰어나서 요미우리와의 우승 경쟁을 펼치게 됐다. 체력이 없을 정도로 작년 시즌에 단 한 번도 승리를 기록하지 못했던 곤도 마사토시를 구원 전문 투수로 기용해서 부활을 이뤘고 아키야마에 이어 주력 투수였던 좌완인 스즈키 다카시도 중간 계투로 교묘하게 이용해서 에이스인 아키야마에게는 선발·중간 계투·마무리 3역을 맡게 하는 것으로 접전에서의 승리가 급증하기 시작했다. 그리고 비어 있던 선발 자리에는 체력이 있는 젊은 선수인 시마다 겐타로를 발탁하여 투수력의 수준을 끌어올리는데 성공했다. 또한 곤도 가즈히코와 구와타 다케시를 제외하면 타선은 리그 최저 수준의 낮은 타율이었지만 2루수에는 신인이던 곤도 아키히토를 기용하는 등 야수진의 재편도 단행했다.
또한 당시의 프로 야구 규정에서는 5월에 들어가면 트레이드는 불가능했으나 예외적으로 커미셔너가 승인하면 이적이 가능했는데 미하라는 이를 사용했다. 현역 시절 후배인 치바 시게루가 이끄는 긴테쓰 버펄로에서 치바와 의견 충돌을 일으키며 2군에서 머물고 있던 스즈키 다케시를 영입하여 유격수로 기용하자마자 뛰어난 적응력을 보여 타자에 따라 수비 위치를 바꾸고 주자를 견제할 시에는 능숙한 터치로 번번히 2루 주자를 아웃시키는 등 팀의 수비력이 크게 향상됐다. 스즈키가 기용될 때까지 유격수였던 아소 사네오는 수비력에서 뒤처지기 위해 타력을 살리려고 대타 전문으로 기용, 대학 시절에 부상 후유증으로 공격력이 약한 하마나카 요시카즈는 수비력과 주력을 활용해 대수비와 대주자로 중점적으로 기용함으로써 각인각색의 능력을 살릴 수 있게 됐다.
또한 미하라는 투수와 야수를 가리지 않고 선수 개개인이 가장 잘하는 기술을 철저히 연마하라고 지시했다. 특히 곤도에게는 커브, 시마다에게는 컨트롤, 하마나카에게는 주루라는 방식으로 미하라의 메모에는 “유형이 다른 두 선수의 장점을 잘 조합해서 기용하면 한 명의 스타 플레이어에 필적하는 전력이 생긴다…”라고 적혀 있었다. 미하라는 이러한 선수들을 ‘초2류 선수’라고 부르는데 능숙한 선수들을 조합하는 지휘를 하여 1점차 경기에서 33승 17패라는 성적으로 팀의 승률을 끌어올렸다. 이렇게 해서 요미우리를 잡고 구단 역사상 처음으로 리그 우승을 달성했다.
같은 해 일본 시리즈에서는 ‘미사일 타선’이란 별명을 가진 다이마이 오리온스와의 맞대결이 이뤄졌다. 전문가들 사이에 ‘다이마이가 유리할 것이다’라는 압도적인 평가가 나오면서 ‘다이요가 과연 1승을 올릴 것인가, 2승을 올릴 것인가’라는 시각도 있었지만 이러한 예상을 완전히 뒤엎고 1차전부터 모두 4전 전승(모두 1점차 경기)을 기록하여 일본 시리즈 우승에 성공했다. 1960년 일본 시리즈에서는 포수 도이 기요시가 다이마이의 스퀴즈 간파와 미사일 타선 봉쇄 등의 두뇌 작전으로 수비에서의 기여가 컸다. 일본 프로 야구 사상 최초로 작년도 최하위 구단에 의한 리그 우승과 일본 시리즈 우승을 동시에 달성하는 쾌거를 이뤄냈다. 또한 감독으로서는 3개 구단에서의 우승 달성도 사상 최초였는데 미하라에게 있어서도 인생 최고의 시즌이었다고 말한다. 이러한 공적에 대한 높은 평가를 받아 1961년에 스포츠계에서는 처음으로 기쿠치 간상을 수상했다.
하지만 극심한 빈타를 투수력으로 커버하려는 전략은 그리 오래가지 못했고 1961년에는 전년도 일본 시리즈 우승팀이라는 말이 무색해질 정도로 침체되면서 리그 최하위로 떨어졌다. 1962년 이후에는 메가톤 타선을 구축해 나갔다. 그 후 1962년과 1964년에 다이요는 한신 타이거스와의 선두 경쟁을 하면서 아슬아슬하게 우승 직전까지 갔지만 끝내 우승을 놓쳤다. 1967년 10월 3일, 성적 부진을 이유로 사의를 표명했고 이튿날 4일에 구단측은 미하라의 사임을 받아들여 다이요를 퇴단했다.

### 긴테쓰 감독 시절
다이요에서 막 퇴단한 미하라에게 11월 6일, 긴테쓰 버펄로스로부터 감독을 맡아달라는 요청이 들어오면서 미하라는 이를 승낙했다. 구단과의 계약금 없이 1년 짜리 단기 계약을 맺었다. 다이요 시절과 마찬가지로 1년째인 1968년 시즌 초반부터 우승 쟁탈전을 벌이며 화제를 불러 일으켰고 최종적으로 우승은 놓쳤지만 4년 연속 최하위에서 벗어나 4위로 시즌을 마쳤다. 그러나 같은 해 11월 8일 ‘회사에 배신 행위가 있었다’라는 이유로 사임을 신청했다. 하지만 구단의 설득으로 같은 달 11일에 유임이 결정됐다. 미하라가 취임하기 이전의 긴테쓰는 승부조작에 의한 고질적인 행위가 만연돼 있어서 미하라의 판단으로 승부조작에 관여했던 선수들을 잇따라 방출했기 때문에 구단과의 마찰이 있었다. 그러나 이때 미하라의 판단이 옳았다는 것을 증명해 줄 수 있는 1970년에 발생한 검은 안개 사건이다.
1969년에는 한큐 브레이브스와의 리그 우승을 놓고 경쟁한 끝에 2위를 기록했고 1970년에는 3년의 임기 만료에 의해서 그해 10월 24일에 물러났다. 긴테쓰 감독 시절에는 나가부치 요조를 투수·야수 겸해서 기용한 후 야수에 전념하도록 해서 수위 타자를 만든 것 외에도 이세 다카오, 오가와 도루 등을 지도하여 주력 선수로 성장하게 됐다.

### 야쿠르트 감독 시절
1970년 11월 7일에 야쿠르트 아톰스 감독으로 부임했다. 우승은 하지 못하고 A클래스(2·3위)에도 진입하진 못했지만 취임하기 1년 전인 1970년에는 승률이 0.264를 기록하여 드래프트제 도입 이후 최저 승률을 기록할 정도의 침체된 상태였다. 부임 1년째인 1971년에 최하위로 떨어졌음에도 불구하고 승률 0.419, 2년째인 1972년에는 승률 0.472(4위), 3년째인 1973년에는 승률 0.488로 4위를 차지했지만 선두 요미우리와의 4경기 반차로 다가서는 등 팀을 단기간에 고쳐 세웠다. 또 입단한 지 얼마 안된 와카마쓰 쓰토무의 타격 센스를 꿰뚫어보고 1년째부터 주전으로 발탁, 미하라와 함께 타격 코치로 야쿠르트에 입단한 나카니시 후토시와의 맨투맨 지도의 효과도 있어서 이듬해인 1972년에 수위 타자가 되는 등 그 후 와카마쓰가 야쿠르트의 간판 타자로 활약하는 계기를 만들었다.
미하라가 감독으로 있을 당시 투수로 활약했던 마쓰오카 히로무는 “미하라 감독은 그해(1971년) 시범 경기에서 나를 적극적으로 기용했다. 그래서 고작 두 자릿수 승수밖에 없는 4년 차인 나를 개막전 선발 투수로 지명했다. 주변에는 ‘왜 하필 마쓰오카냐’라며 우려와 불만을 가진 사람도 있었던 것 같지만 미하라 감독은 나에 대해서 신뢰했다. 그랬더니 나는 그 해에 14승을 기록했다. 난 그때 미하라 감독의 마법에 걸린 상태였는데 그 때부터 72년에는 17승, 73년에는 21승을 올렸다. 미하라 감독을 필두로 팀에서 나를 키워줬던 기대에 부응하려고 나도 정신적으로 강해질 수 있었던 건 아닐까”라고 말했다.

### 닛폰햄 구단 사장
야쿠르트 아톰스 감독을 1973년 10월 25일 자로 용퇴하여 같은 해 11월 17일에는 닛폰햄에 의한 닛타쿠홈 플라이어스 매수에 관여했다. 닛폰햄 파이터스(닛폰햄 구단 주식회사)의 대표이사 사장 겸 구단 대표로 취임했고 사위인 나카니시 후토시를 감독으로 앉혔다. 이 과정에서 1970년 7월에 감독으로 발탁된 다미야 겐지로가 계속된 B클래스(4위 이하) 침체의 늪에서 벗어나지 못하여 같은 해 전기 리그 종료 후 감독 자리에서 물러났다. 당초 2군 감독으로 출발했으나 후기 리그부터 닛타쿠홈 1군 감독으로 승격한 도바시 마사유키가 감독직에서 물러났고 그 이후 한동안 현장 복귀와 거리가 있었으며 1971년 7월 13일 소위 ‘몰수 경기 사건’이 일어날 당시 선두였던 한큐에게 8경기차로 뒤진 2위에 머무르자 같은 달 23일부터 노닌 와타루 감독과 보직을 변경한 롯데 오리온스의 오사와 게이지에 이어 두 번째로 2군 감독의 시즌 도중 1군 감독 승격이었지만 도바시 이후 2군 감독의 시즌 도중 1군 감독 승격은 명맥이 끊겼다. 첫회에 주자가 나간 상황에서 번트 사인을 내는 나카니시의 지휘하는 모습을 보고 “저 친구는 감독 그릇이 아니야”라고 느꼈다고 한다.
결국 팀은 1974년과 1975년에 2년 연속으로 최하위 성적을 기록하자 미하라는 나카니시를 경질하고, 후임 감독으로 오사와 게이지를 초빙했다. 오사와는 최하위로 계속 처져있던 닛폰햄을 유력한 우승 후보 팀으로까지 키워냈고 1981년에는 닛폰햄의 전신이었던 도에이 플라이어스 시대 이래 19년 만에 리그 우승을 이끌었다(이 무렵에는 상담역에서 물러나 말년까지 이 직위에 있었다). 그 사이 팀의 체질 개선을 도모해 나가면서 하리모토 이사오, 오스기 가쓰오, 백인천, 오시타 쓰요시, 다카하시 나오키 등 도에이 시절(1954년 ~ 1972년)부터 활약했던 주력 선수들을 잇따라 방출시켰고 리그 우승 당시 잔류해 있던 선수는 우다 도쇼쿠, 센도 미키오, 오카지 가즈히코 등 세 명 뿐이었다. 1978년에 발생한 에가와 사건 때 요미우리를 제외한 11개 구단은 끝까지 에가와 스구루의 요미우리 입단에 반대했으나 대세를 바꾸지는 못했다.

### 그 후
닛폰햄 구단 상담역에서 물러난 이후 1981년에 호적상으로도 개명(三原 脩)했다. 1983년에는 일본 야구 전당에 헌액됐고 이듬해 1984년 2월 6일에 당뇨병 악화에 의한 급성 심부전으로 사망했다(향년 72세).

## 에피소드
선수로서는 1934년에 창단한 대일본도쿄야구클럽(이후에는 도쿄 교진군 → 요미우리 자이언츠)의 계약 제1호였다. 더 나아가 일본 최초의 프로 계약 선수로서 미하라기 소개되는 경우도 있지만 1920년대에 일본 운동 협회 등이 발족돼 있었기 때문에 이같은 경우가 있어 엄밀히 보면 거짓이다.
도쿄 교진군을 퇴단, 현역 은퇴 후 신문기자로서는 호치 신문사(전쟁 중 신문 통제에 의한 통합이 재분리됐을 때 요미우리 신문사로 이직)에 근무했던 시기도 있었고 말년에는 닛폰햄 구단 주식회사(닛폰햄 파이터스)의 대표이사 사장 겸 구단 대표(훗날 상담역)를 맡았다.

### 감독으로서의 미하라
주목되는 것이 감독으로서는 선수의 컨디션과 운을 놓치지 않기 위해 뛰어난 통찰력을 가진 소유자로 주변의 예상을 훨씬 넘는 선수 기용과 용병술로 수많은 명승부를 연출해 ‘미하라 마술’(三原魔術)이라는 감탄을 받았고 ‘마술사’, ‘지주’라는 등의 별명을 얻었다. 일본 프로 야구 역사상 일본 야구 연맹, 1950년에 양대 리그로 출범한 센트럴 리그 및 퍼시픽 리그의 정규 시즌, 일본 선수권 시리즈(일본 시리즈) 등 3개 대회에서 우승을 이끈 유일한 인물로도 알려져 있다. 감독으로서 27년 동안 통산 3,248경기 출장은 일본 프로 야구 신기록이다. 그리고 5개 구단의 지휘봉을 잡은 것도 후지모토 사다요시, 이시모토 슈이치와 함께 일본 프로 야구의 대기록을 남겼다(감독 대리는 포함되지 않음). 통산 1,687승은 역대 2위이다.

#### 유선형 타선
위에서 말한 바와 같이 ‘미하라 매직’으로 불리는 인물인데 그 마술의 대표적인 것으로 니시테쓰 라이온스 감독 시절의 유선형 타선이 있다. 번트나 이어지는 타격의 기대감이 큰 2번 타자 자리에 강타자를 배치, 1954년에 리그 우승을 달성할 당시에는 2번 도요다 야스미쓰, 3번 나카니시 후토시, 4번 오시타 히로시로 이어지는 강력 타선을 구성하며 미하라는 독자적인 타선론을 선보였다. 이때 당시 니시테쓰의 강력 타선은 소위 ‘수폭 타선’으로 불렸는데 그 원조는 쇼치쿠 로빈스였다. 현재까지 일본 프로 야구에서도 이 타선론을 이어받은 부분이 많다.
한편 다이요 시절에는 1962년 이후 타격이 좋은 곤도 가즈히코를 2번으로 고정시켰고 잔기술에 능한 곤도 아키히토를 하위 타선으로 돌리는 일명 ‘메가톤 타선’을 편성했는데 3루수인 구와타 다케시를 억지로 유격수 자리로 배치시켜 수비를 도외시하는 포진이었기 때문에 우승했던 1960년과는 완전히 달라져서 접전에 약하다는 문제점을 드러냈다.

#### 초2류
유선형 타선과 함께 미하라의 대명사가 된 것이 ‘초2류’(超二流)였다. 일류는 아니지만 수비나 타격 등 한 가지 재주가 뛰어난 선수를 기꺼이 기용하였다. 니시테쓰에서는 낮은 타율이지만 2루타를 많이 쳐서 상대 팀으로부터 ‘괴물’이라고 불린 고노 아키노부를 6번으로 선발 기용한 것 외에도 다키우치 야스오를 대주자·수비 요원으로, 고부치 다이스케를 내야의 유틸리티 플레이어로서 오기 아키라와 번갈아 기용하는 등 많이 사용했다.
다이요 시절에도 수비력에 어려움이 있었던 아소 사네오를 대타의 비장의 카드로서 기용하는 대신 주포 구와타 다케시에게 “너는 타율 2할 5푼이면 된다. 그 대신 홈런을 때려라”라고 지시하는 등 약소팀이라고 불린 팀내에서 선수들의 특성을 간파해 다채로운 선수 기용을 보여주며 대성공을 거두었다. 또한 ‘운’, ‘행운’의 유무를 오더에 반영하는 경우도 있어 ‘행운’이 있는 선수는 실적에 관계없이 기용해서 많은 성공을 거두었다.

#### 부담 경감을 위한 기용과 심리전
선수의 부담을 경감시킬 목적으로 선수 기용을 하거나 ‘상대방이 무언가 시도해 올 수도 있다’라고 생각하게 해놓고 실제론 상대의 예상에 어긋나거나 예상 이상의 결과를 이끌어 내는 경우가 있다.
다이요 감독 시절부터 등판 횟수가 늘어나는 아키야마의 부담을 덜어주기 위해 스즈키 다카시, 오이시 마사히코를 주전 유격수로 기용하는 일이 있었는데 야쿠르트 감독 시절인 1973년에는 고바야시 구니오나 에노모토 나오키 등 젊은 투수들을 3이닝 정도 던지게 한 뒤 주력 투수인 마쓰오카 히로무와 아사노 게이시를 구원 등판하는 패턴을 만들어 결과적으로 야쿠르트 투수진은 그해 리그 1위의 팀 평균 자책점을 기록했다. 또한 야쿠르트 감독 시절 만루 상황에서 대타인 오쓰카 도루에게 ‘모든 공을 간과하라’라는 지시를 내렸다. 무엇인가 공세를 취해올 것이라고 상대가 생각하도록 밀어내기 볼넷을 노린 것이었는데 예상대로 오쓰카는 밀어내기 볼넷을 고르는 데 성공했다.
다이요 시절에는 앨 그룬왈드(그룬), 긴테쓰 시절에는 나가부치 요조, 야쿠르트 시절에는 도야마 요시아키와 투수이면서도 타격이 좋은 선수에게 자주 투수 → 외야수(혹은 그 반대)라는 기용과 대타로 기용하는 방식을 취했다.

### 용병술
‘아테마’(アテ馬, 정찰 멤버)나 원포인트 릴리프 등 여러 가지 용병술을 구사했다. 일명 ‘아테마 작전’은 미하라가 니시테쓰 감독직을 맡아 얼마되지 않았을 무렵 난카이 호크스의 쓰루오카 가즈토 감독이 했던 정신없이 투수를 바꾸는 ‘교란 작전’에 속아서 이를 대항하는 차원에서 생각해 낸 것이다. 1960년 9월 19일 한신전(가와사키 구장)에서는 한 경기에 26명의 선수를 기용(이 중 정찰 멤버는 2명 뿐이었음)했다. 통상 1군에 등록된 선수 중에서 벤치에 들어갈 수 있는 것은 25명까지였지만 당시 5월 1일부터 9월 15일까지의 기간 이외에는 45명의 지배하 선수 등록중이면 몇 사람이 출전해도 좋다는 규정이 존재했기 때문이다. 이 사례에 대해서 그 후 미하라 본인 스스로 “이런 이상한 제도가 있다는 것을 제창하고 싶었다”라고 말했다.
1962년 9월 22일 주니치 드래건스전(가와사키 구장)에서는 발표한 선발 명단 중 한창 젊은 주체인 7명을 ‘정찰 멤버’로서 내보냈고 경기 개시 후에는 선수 전원을 주력 선수로 교체시켰다. 아래 명단은 다음과 같다.
| 타 순 | 정찰 멤버         | 정찰 멤버 | 실제로 출전한 선수    | 실제로 출전한 선수 |
| 타 순 | 선수              | 수비 위치 | 선수                  | 수비 위치          |
| ----- | ----------------- | --------- | --------------------- | ------------------ |
| 1     | 아오야마 가쓰미   | 우익수    | 프랜시스 아그카오일리 | 3루수              |
| 2     | 마쓰쿠보 미쓰루   | 좌익수    | 시마다 유키오         | 1루수              |
| 3     | 곤도 가즈히코     | 중견수    | 곤도 가즈히코         | 중견수             |
| 4     | 하이지마 히사미   | 유격수    | 구와타 다케시         | 유격수             |
| 5     | 마토바 유고       | 3루수     | 앨 그룬               | 우익수             |
| 6     | 히라야마 요시히로 | 2루수     | 오사다 유키오         | 좌익수             |
| 7     | 우에다 시게오     | 1루수     | 스즈키 다케시         | 2루수              |
| 8     | 야마다 다다오     | 포수      | 시마노 마사노부       | 포수               |
| 9     | 아키야마 노보루   | 투수      | 아키야마 노보루       | 투수               |

후에 점점 확대돼가던 프로 야구 전체의 큰 문제가 대두된 ‘사인 도둑질’을 퍼시픽 리그에서 최초로 한 것은 니시테쓰 감독 시절의 미하라였으며 난수표의 도입도 긴테쓰 감독 시절의 미하라가 시도를 했다. 난수표는 1983년에 금지됐지만 사인 도둑질은 현재에도 가끔 문제가 되고 있다. 미하라의 회고에 의하면 사인 도둑질은 외야의 스파이가 부채의 방향을 바꾸는 등 선수에게 전달했다고 한다.

### 일본 시리즈

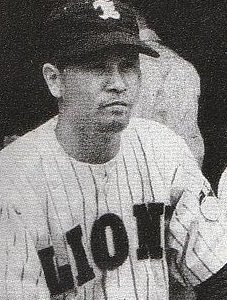
니시테쓰 감독 시절의 미하라(1951년)

위에서 말한 정찰 멤버는 일본 시리즈에서도 이뤄지고 있었다. 1960년 일본 시리즈(대 다이마이 오리온스) 1차전의 선발 투수에서는 시즌 중 중간 계투로 활약했던 스즈키 다카시를 기용하고 1회 도중에 에이스 아키야마 노보루로 교체됐다. 시범 경기에서 아키야마로부터 홈런이나 안타를 자주 때렸던 이시카와 스스무와의 대결을 회피할 목적으로 주자가 나왔을 때 교체하기로 결정돼 있었지만 실제 이시카와는 선발 출전하지 않았다.
또한 일본 시리즈 개막을 하루 앞둔 전날 밤에 일본 교육 TV(NET)에서 ‘시리즈 직전 인터뷰’라는 제목으로 다이마이 감독인 니시모토 유키오와의 대담 프로그램이 방송될 예정이었다. 그러나 예정된 시간이 되면서도 NET의 스튜디오에 나타나지 않았고 니시모토와 당시 사회자였던 사사키 신야와의 대담으로 진행됐다. 1차전 당일, 사사키와 해당 프로그램 스태프는 감독실에 있던 미하라를 방문하여 항의했는데 미하라는 거기서 NET를 모욕하는 듯한 발언을 했기 때문에 온후한 성격을 가진 사사키를 크게 격노하게 만들었다. 와세다 대학 출신의 2루수인 미하라는 게이오기주쿠 대학 출신의 2루수였던 사사키에게 그다지 좋은 감정을 갖고 있지 않았다. 또한 미하라와 사사키에게는 이전에 복선이 깔린 이야기가 있었는데 시즌 중에 도이 기요시가 했던 스퀴즈에 대해서 사사키는 미하라가 언제 사인을 냈는지 결국 알아차리지 못하고 경기 직후 감독실에 들러 갔던 길에 업신여기는 듯한 표정으로 “아까 그것은 멋진 스퀴즈였다” 라는 말 밖에 대답을 들을 수 없었던 적이 있었다. 더 나아가 사사키는 도쿄 6대학 리그에서 당시 동기생이었던 도이에게 진상을 물었는데 오프 더 레코드를 전제로 “자신이 내고 있었다. 미하라 감독은 가끔 선수의 판단에 맡겨서 사인을 시키곤 한다”라고 고백했다. 실제로 니시테쓰 시절에도 주로 2번 타자로 활약하고 있던 도요다 야스미쓰는 ‘히팅, 번트, 히트 앤드 런’의 선택을 미하라로부터 위임받아 누상에 있던 주자에게 사인을 냈었던 적이 있다.
정찰 멤버를 많이 사용하는 미하라이지만 1958년 일본 시리즈(대 요미우리 자이언츠)에서 당시 선발진은 사전에 공표하기로 돼있었다. 하지만 미하라는 6차전(고라쿠엔 구장)에 사전 공표한 타순과는 다른 선수를 기용했다(다마쓰쿠리 요지에서 하나이 유로 변경). 이것을 미즈하라 시게루 요미우리 감독은 규칙 위반이라고 항의하여 경기 개시가 늦어졌지만 미하라는 사전 공표에 반하는 기용한 것을 개의치 않았고 오히려 항의하는 사이에 니시테쓰측은 방망이를 휘두르고 있으면 되는데 수비하는 요미우리측은 투수의 어깨가 식지 않도록 신경을 소모시키는 것이 된다고 생각했기 때문에 반대로 기뻐했다.
일본 시리즈에서의 미하라는 ‘짝수전(2·4·6차전) 필승주의’를 주창했는데 1956년 일본 시리즈 1차전에서 패배할 당시에 첫 경기의 패전은 계산된 것으로 ‘짝수전에서 이기는 것이 중요하다’라는 생각을 갖고 있다. 이 생각은 후의 두 번째 경기 때 중시 주의의 뿌리가 됐다.

### 미즈하라 시게루와의 관계
와세다 대학 시절인 1931년 춘계 소케이센 2차전에서 미하라가 홈스틸을 성공시킨 경기는 지금도 이야깃거리가 되곤 있지만 그 경기를 포함해 3연투한 것은 ‘다테의 3연투’라고 불린 다테 마사오이며, 홈스틸을 결정짓는 순간에 등판한 선수가 미즈하라 시게루였다. 같은 가가와현 출신인 미즈하라와는 미야모토 무사시와 사사키 고지로에 빗댈 만큼 영원한 라이벌 관계였다. 1951년에 니시테쓰 감독 취임 이후 처음으로 열린 스프링 캠프에서 “나는 언젠가 중원의 패권을 장악하겠다”라고 첫 한마디를 뱉어냈다. 1956년부터 이어진 일본 시리즈에서의 직접 대결은 ‘간류섬의 대결’이라고 일컬어졌다.
미하라가 야쿠르트 감독으로 취임한 1971년, 라이벌인 미즈하라는 같은 센트럴 리그 팀인 주니치 드래건스 감독을 맡고 있었다. 그 해 센트럴 리그 마지막 경기였던 10월 9일의 경기가 이 두 사람이 펼치는 최종 대결이 이뤄지면서 가와사키 구장에서 열린 이 경기에서는 미즈하라가 이끄는 주니치의 승리로 끝났다. 참고로 그 해 야쿠르트와 주니치의 상대 전적은 12승 2무 12패였다.
두 사람과의 견원지간이라는 평가도 있었지만 유니폼을 벗은 뒤에는 서로 교류가 있었다고 한다. 말년에는 미하라가 퍼시픽 리그 회장, 미즈하라가 센트럴 리그 회장으로 선임하자는 계획을 세웠으나 이 계획은 성사되지 못한 채 사망했다.

### 니시모토 유키오와의 인연

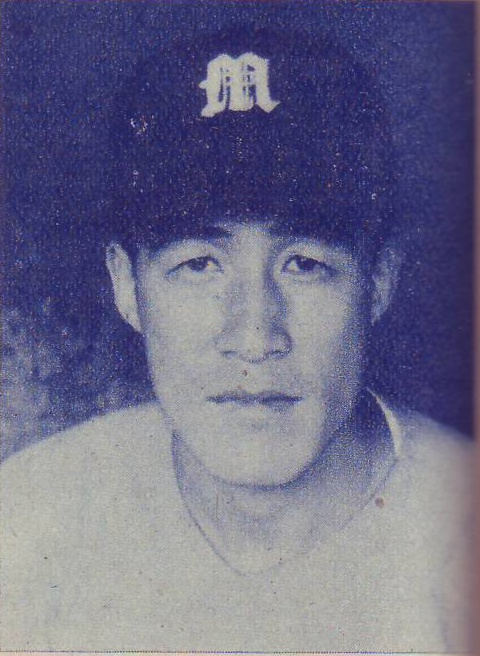
니시모토 유키오

위에서 말한 대담 프로그램 이후에도 니시모토 유키오와는 그 후에도 인연이 계속됐다. 미하라가 긴테쓰를 이끌며 팀의 첫 우승에 도전한 1969년에는 한큐 브레이브스의 감독으로서 긴테쓰의 독주를 저지한 사람이 니시모토였다. 그리고 그로부터 10년 후, 니시모토가 긴테쓰의 지휘를 맡으면서 미하라가 이룰 수 없었던 긴테쓰 구단 역사상 최초의 우승을 이끌었다. 또한 당시 미하라가 상담역을 맡고 있던 닛폰햄이 구단 양도 이래 첫 우승(1980년 후기)에 ‘매직넘버 1’로 점등시킨 시즌 최종전에 니시모토가 이끄는 긴테쓰에게 대패하여 후기 및 시즌 우승을 긴테쓰에게 양보했다.

### 그 외
1956년 시즌 최종전에서 이미 타격 부문 2관왕은 확정됐고 3관왕의 가능성까지 엿보였던 나카니시 후토시를 굳이 쉬게해 동료인 도요다 야스미쓰를 타율 5모차로 수위 타자에 오르게 했다. “자네는 2관왕을 차지했으니 이만하면 충분하겠지”라는 말로 나카니시를 설득했다고 한다. 나카니시가 3관왕에 등극했다면 양대 리그 출범(센트럴·퍼시픽 탄생) 이래 최초의 3관왕이 됐을 것이다. 다만, 요즘에는 일반적으로도 3관왕이라는 개념은 없었다고도 한다.
다이요 시절에는 한신과 치열한 페넌트레이스 경쟁을 벌이던 와중에 고쿠테쓰 스왈로스에게 패하자 “죽은 말한테 걷어차였다”라는 말을 남겼다고 한다. 고쿠테쓰의 가네다 마사이치는 이 말을 듣고 격분했는데 가네다는 다이요와의 남은 한 경기에 등판해서 완투승을 기록해 승리 투수가 됐다. 이 경기는 다이요가 우승을 놓치는 원인이 됐다. 한편 고쿠테쓰의 세 경기가 남아 있던 한신전에는 가네다를 비롯해 주력 투수인 무라타 겐이치도 등판하지 않았기 때문에 이를 두고 “고쿠테쓰는 다이요의 우승하는 모습을 보고 싶지 않았다”라는 말도 있었다.
외국인 선수를 둘러싼 문제로 트러블에 시달린 적도 많았는데 긴테쓰 감독 시절 칼 보레스의 제멋대로를 견디다 못해 사위 나카니시 후토시가 감독을 맡고 있던 니시테쓰로 방출한 것이 검은 안개 사건의 발단이 됐다. 야쿠르트 감독 마지막 시즌이었던 1973년에는 조 페핍톤과 관련된 불미스런 사건에 휘말렸고, 닛폰햄 구단 사장으로 갓 취임한 이듬해 1974년에는 발 스노의 실종 소동에 맞닥뜨린 적도 있었다.
1973년 시즌을 마지막으로 감독직에서 물러났는데 메이지 시대에 태어난 사람으로는 마지막 프로 야구 감독이었던 미하라는 메이지 44년(1911년)생이었다. 참고로 1976년에 다이헤이요 클럽 라이온스가 메이지 38년(1905년)생인 리오 더로셔를 초빙해 계약 성사 단계까지 이르렀으나 계약 직후 갑작스런 병환으로 취임이 보류됐다.
닛폰햄 구단 상담역을 맡고 있던 1981년 10월 1일, 인명용 한자에 새로 추가된 54자 중에 미하라의 이름인 ‘脩’(오사무)가 포함돼 있었기 때문에 취재를 받았던 적이 있다. 1951년부터 ‘三原修’에서 ‘三原脩’로 개명했으나 호적상으로는 오랫동안 ‘三原修’인 채로 남아 있었다. 이는 한자 사용에 제한됐던 호적법이 1948년에 시행되면서 ‘修’가 당용한자에 포함되지 않았고 1951년에 신설된 인명용 한자에도 포함되지 않았기 때문이다. 위에서 말한 인명용 한자 추가가 시행됐을 때 미하라도 ‘脩’로 개명해달라고 가정재판소에 신청했다. 야구 외에서도 ‘三原脩’의 이름을 계속 사용했던 업적을 통해 곧바로 개명이 인정됐으며 만년에서야 겨우 ‘三原脩’가 본명이 됐다. 또한 ‘脩’라는 한자는 1951년에 인명용 한자를 신설할 때에 참고가 됐던 1940년에 출간한 《표준 작명 독본》이 선정한 500자에 포함되지 않는, 결코 상용편이하다고 할 수 없는 한자였지만 1975년에 법무성 민사국이 실시한 조사에서는 ‘인명에 사용되는 상용편이한 한자로써 추가해야 할 한자’ 44위에 들면서 1981년에야 추가되기에 이르렀다. 이는 미하라의 영향력 또한 있었을 것으로 추측되고 있다.
신문 기자 시절에는 야구와 관련한 평론도 집필했고 야구 해설자로서의 활동은 감독 시절 팀이 일본 시리즈 출전에 실패한 시즌에 일본 시리즈 중계 게스트로 출연한 것과 닛폰햄 구단 대표 시절 KBC 라디오 제작 중계의 편성 개수 계약에 따라 출연한 것 정도에만 그쳤다.
요미우리 감독 시절에 후지모토 히데오(1950년 6월 28일), 니시테쓰 시절에 니시무라 사다아키(1958년 7월 19일), 다이요 시절에 시마다 겐타로(1960년 8월 11일)와 사사키 기치로(1966년 5월 1일), 긴테쓰 시절에 사사키 고이치로(1970년 10월 6일) 등의 퍼펙트 게임을 달성하는 모습을 자신의 팀 감독으로서 지켜봤다.
오기 아키라로부터 매우 존경받고 있어서 스포츠 라이터로 오기의 전기를 쓴 적이 있던 나가타니 오사무와는 아래의 이름이 같다는 이유로 오기는 나가타니에게 친근감을 가졌다고 한다.

## 명언
“야구는 각본 없는 드라마다”
저서에서 한 말로, 미하라의 야구관을 극명하게 드러냄과 동시에 야구가 지닌 매력의 본질을 나타내는 말로 즐겨 사용하고 있다.
“구심력 야구, 원심력 야구”
선수 개개인의 자주성에 맡겨 그 능력을 최대한 끌어내는 자신의 방임주의적 야구를 가리켜 ‘원심력 야구’라고 표현했고 감독의 지휘 하에 선수들이 장기말처럼 자기 역할을 완수하는 야구를 ‘구심력 야구’라고 표현했다.
“아직 머릿가죽 한 장으로 연결돼 있다”
일본 시리즈에서 3연패를 당한 뒤 이제는 다 끝난 게 아니냐는 기자의 질문에 이렇게 되받아쳤다. 이후 안토니오 이노키 등이 궁지에 몰렸을 때 이 말을 빈번히 사용했다.
“풍운의 궤적”
미하라의 저서 제목이다. 미하라의 요미우리 자이언츠 총감독 보류에서 니시테쓰 라이온스라는 변방으로부터의 역습에 이르기까지 파란만장했던 삶을 표현할 때 사용됐다.

## 상세 정보

### 출신 학교
- 가가와 현립 마루가메 중학교(현: 가가와 현립 마루가메 고등학교)
- 가가와 현립 다카마쓰 중학교(현: 가가와 현립 다카마쓰 고등학교)
- 와세다 대학

### 선수 경력
- 젠오사카
- 대일본도쿄야구클럽·도쿄 교진군(1934년, 1936년~1938년)

### 지도자 경력
- 요미우리 자이언츠 감독(1947년~1949년)
- 니시테쓰 라이온스 감독(1951년~1959년)
- 다이요 웨일스 감독(1960년~1967년)
- 긴테쓰 버펄로스 감독(1968년~1970년)
- 야쿠르트 아톰스 감독(1971년~1973년)

### 수상 경력
- 기쿠치 간상(1961년)
- 일본 야구 전당 헌액자(1983년)

### 등번호
- 21(1936년~1938년)
- 31(1947년~1950년)
- 50(1951년~1953년)
- 60(1954년~1967년)
- 70(1968년~1970년)
- 80(1971년~1973년)

### 등록명
- 三原 修(1936년~1938년, 1947년~1950년)
- 三原 脩(1951년~1973년)

### 연도별 타격 성적
| 연 도       | 소 속       | 경 기 | 타 석 | 타 수 | 득 점 | 안 타 | 2 루 타 | 3 루 타 | 홈 런 | 루 타 | 타 점 | 도 루 | 도 루 자 | 희 생 번 | 희 생 플 | 볼 넷 | 고 4 | 사 구 | 삼 진 | 병 살 타 | 타 율 | 출 루 율 | 장 타 율 | O P S |
| ----------- | ----------- | ----- | ----- | ----- | ----- | ----- | ------- | ------- | ----- | ----- | ----- | ----- | -------- | -------- | -------- | ----- | ---- | ----- | ----- | -------- | ----- | -------- | -------- | ----- |
| 1936년 추계 | 도쿄 교진군 | 13    | 55    | 43    | 3     | 9     | 2       | 1       | 0     | 13    | 2     | 5     | --       | 1        | --       | 11    | --   | 0     | 8     | --       | .209  | .370     | .302     | .673  |
| 1937년 춘계 | 도쿄 교진군 | 47    | 214   | 186   | 31    | 45    | 9       | 1       | 0     | 56    | 24    | 12    | --       | 5        | --       | 23    | --   | 0     | 13    | --       | .242  | .325     | .301     | .626  |
| 1938년 춘계 | 도쿄 교진군 | 11    | 44    | 34    | 5     | 7     | 0       | 1       | 0     | 9     | 1     | 1     | --       | 0        | --       | 10    | --   | 0     | 3     | --       | .206  | .386     | .265     | .651  |
| 1938년 추계 | 도쿄 교진군 | 37    | 172   | 144   | 21    | 31    | 8       | 2       | 0     | 43    | 13    | 9     | --       | 3        | --       | 24    | --   | 1     | 13    | --       | .215  | .331     | .299     | .630  |
| 통산: 3년   | 통산: 3년   | 108   | 485   | 407   | 60    | 92    | 19      | 5       | 0     | 121   | 40    | 27    | --       | 9        | --       | 68    | --   | 1     | 37    | --       | .226  | .338     | .297     | .636  |

### 연도별 감독 성적
| 연도       | 소속       | 순위       | 경기 | 승리 | 패전 | 무승부 | 승률 | 승차                         | 팀 홈런                      | 팀 타율                      | 팀 평균자책점                | 연령                         |
| ---------- | ---------- | ---------- | ---- | ---- | ---- | ------ | ---- | ---------------------------- | ---------------------------- | ---------------------------- | ---------------------------- | ---------------------------- |
| 1947년     | 요미우리   | 5위        | 119  | 56   | 59   | 4      | .487 | 22.5                         | 27                           | .242                         | 2.65                         | 36세                         |
| 1948년     | 요미우리   | 2위        | 140  | 83   | 55   | 2      | .601 | 5                            | 95                           | .256                         | 2.27                         | 37세                         |
| 1949년     | 요미우리   | 1위        | 134  | 85   | 48   | 1      | .639 | -                            | 125                          | .273                         | 3.15                         | 38세                         |
| 1951년     | 니시테쓰   | 2위        | 105  | 53   | 42   | 10     | .558 | 18.5                         | 63                           | .242                         | 2.75                         | 40세                         |
| 1952년     | 니시테쓰   | 3위        | 120  | 67   | 52   | 1      | .563 | 8.5                          | 94                           | .261                         | 3.08                         | 41세                         |
| 1953년     | 니시테쓰   | 4위        | 120  | 57   | 61   | 2      | .483 | 13.5                         | 114                          | .253                         | 3.05                         | 42세                         |
| 1954년     | 니시테쓰   | 1위        | 140  | 90   | 47   | 3      | .657 | -                            | 134                          | .256                         | 2.17                         | 43세                         |
| 1955년     | 니시테쓰   | 2위        | 144  | 90   | 50   | 4      | .643 | 9                            | 140                          | .259                         | 2.68                         | 44세                         |
| 1956년     | 니시테쓰   | 1위        | 154  | 96   | 51   | 7      | .646 | -                            | 95                           | .254                         | 1.87                         | 45세                         |
| 1957년     | 니시테쓰   | 1위        | 132  | 83   | 44   | 5      | .648 | -                            | 94                           | .255                         | 2.15                         | 46세                         |
| 1958년     | 니시테쓰   | 1위        | 130  | 78   | 47   | 5      | .619 | -                            | 83                           | .243                         | 2.37                         | 47세                         |
| 1959년     | 니시테쓰   | 4위        | 144  | 66   | 64   | 14     | .508 | 22                           | 69                           | .236                         | 2.66                         | 48세                         |
| 1960년     | 다이요     | 1위        | 130  | 70   | 56   | 4      | .554 | -                            | 60                           | .230                         | 2.32                         | 49세                         |
| 1961년     | 다이요     | 6위        | 130  | 50   | 75   | 5      | .404 | 21.5                         | 76                           | .236                         | 3.10                         | 50세                         |
| 1962년     | 다이요     | 2위        | 134  | 71   | 59   | 4      | .546 | 4                            | 100                          | .242                         | 2.73                         | 51세                         |
| 1963년     | 다이요     | 5위        | 140  | 59   | 79   | 2      | .428 | 24                           | 110                          | .237                         | 3.29                         | 52세                         |
| 1964년     | 다이요     | 2위        | 140  | 80   | 58   | 2      | .580 | 1                            | 134                          | .255                         | 3.03                         | 53세                         |
| 1965년     | 다이요     | 4위        | 140  | 68   | 70   | 2      | .493 | 23                           | 136                          | .244                         | 2.81                         | 54세                         |
| 1966년     | 다이요     | 5위        | 130  | 52   | 78   | 0      | .400 | 37                           | 116                          | .247                         | 3.74                         | 55세                         |
| 1967년     | 다이요     | 4위        | 135  | 59   | 71   | 5      | .454 | 25                           | 130                          | .245                         | 3.28                         | 56세                         |
| 1968년     | 긴테쓰     | 4위        | 135  | 57   | 73   | 5      | .438 | 23                           | 84                           | .234                         | 3.28                         | 57세                         |
| 1969년     | 긴테쓰     | 2위        | 130  | 73   | 51   | 6      | .589 | 2                            | 118                          | .243                         | 2.78                         | 58세                         |
| 1970년     | 긴테쓰     | 3위        | 130  | 65   | 59   | 6      | .524 | 13.5                         | 108                          | .233                         | 2.98                         | 59세                         |
| 1971년     | 야쿠르트   | 6위        | 130  | 52   | 72   | 6      | .419 | 19                           | .94                          | 234                          | 3.03                         | 60세                         |
| 1972년     | 야쿠르트   | 4위        | 130  | 60   | 67   | 3      | .472 | 14.5                         | 115                          | .254                         | 3.73                         | 61세                         |
| 1973년     | 야쿠르트   | 4위        | 130  | 62   | 65   | 3      | .488 | 4.5                          | 78                           | .228                         | 2.60                         | 62세                         |
| 통산: 26년 | 통산: 26년 | 통산: 26년 | 3248 | 1687 | 1453 | 108    | .537 | A클래스: 14회, B클래스: 12회 | A클래스: 14회, B클래스: 12회 | A클래스: 14회, B클래스: 12회 | A클래스: 14회, B클래스: 12회 | A클래스: 14회, B클래스: 12회 |

- 순위에서 굵은 글씨는 일본 시리즈 우승.

1. 1949년에는 양대 리그 분립에 의해 6경기, 1951년에는 미일 야구 개최를 위해 15경기를 소화되지 않은 상태에서 시즌을 종료
2. 1954년부터 1955년, 1963년부터 1965년까지는 140경기제
3. 1958년부터 1962년, 1966년부터 1996년까지는 130경기제

## 저서
‘三原修’ 명의
- 《私の野球生活》. 東亜出版社. 1947.
- 《私の新しい野球戦術》. 오이즈미 쇼텐. 1948.
- 《少年野球読本》. 요미우리 신문사. 1949.

‘三原脩’ 명의
- 《監督はスタンドとも勝負する》. 아사히 신문사. 1963.
- 《三原メモ》. 신초샤. 1964.
- 《現代の野球》. 베이스볼 매거진사. 1971. ※번역(저자: 길 호지스)
- 《勝つ：戦いにおけるツキとヨミの研究》. 산케이 신문사 출판국. 1973.
- 《ギル・ホッジスの戦法：現代の野球》. 베이스볼 매거진사. 1978년 3월. ※번역(저자: 길 호지스)
- 《風雲の軌跡：わが野球人生の実記》. 베이스볼 매거진사. 1983년 7월. ISBN 4583023448.
- 《人づかいの魔術：私の野球人生から》. 고단샤. 1983년 8월. ISBN 406200562X.

### 주해
1. ↑  와세다 대학 시절의 홈스틸은 6회 게이오기주쿠 대학과 2대 2로 동점이 된 직후 7회에 2사 만루까지 실행됐다. 앞서고 있던 와세다 대학은 경기의 흐름을 잡아 그 후에도 점수를 따내는 등 6대 3으로 게이오기주쿠 대학을 누르고 승리, 상대 전적을 1승 1패를 기록하여 전년도 1930년 춘계 시즌부터 계속된 소케이센의 5연패를 막아냈다. 이 소케이센을 다테 마사오가 3일 연속 완투승을 달성하면서 ‘다테의 3연투’라고 불릴 정도로 유명했다. 홈스틸은 좌타자가 타석에 들어왔을 때부터 꾸민 일이었는데 타자가 좌타석에 들어서면 3루 주자의 움직임이 상대 포수로서는 훤히 들여다보일 정도였고 상대 투수가 우완 투수 미즈하라였고 통상 홈스틸이라고 생각되지 않는 국면으로 돌아갔다. 그렇기 때문에 와세다 대학 야구부의 초대 감독이었던 도비타 스이슈는 정석의 벗어난 폭거에 엄청난 비난을 받았지만 미하라는 당당하게 반론을 제기하면서 후의 편린을 보였다.
2. ↑  당시 와세다 대학 야구부에서는 학생이 결혼하는 것을 좋게 보지는 않았다. 또한 와세다 대학 야구부 동기였던 오가와 쇼타로 문서도 참조.
3. ↑  당시에는 전·후기 시즌으로 치러져 전기와 후기의 우승팀은 연도 최강자를 놓고 대전하는 우승 결정전이 존재했다.
4. ↑  제2차 세계 대전에서의 ‘신문 통제’로 요미우리와 호치가 합병하면서 전후에 재분리됐다. 이때 미하라의 예전 소속이 구 호치 신문에서 요미우리로 옮겨졌다.
5. ↑  또는 요미우리 선수 전체가 배척에 찬성하고 있던 것은 아니었는데 예를 들어 가와카미 데쓰하루는 당시 ‘미하라파’였으며, “1년 째(1950년)에 미즈하라와는 사이가 좋지 않았다”라고 말했다.
6. ↑  당초 1월 18일에 니시닛폰 감독으로 취임하는 것이 발표됐지만[10] 합병에 의해서 미야자키 가나메의 후임 감독이 됐다. 그 때문에 1952년까지는 연달아 미야자키가 감독을 자칭, 미하라는 총감독으로서 지휘를 맡고 있었다.
7. ↑  그 후 1979년에 니시모토 유키오(긴테쓰 버펄로스), 2013년에 호시노 센이치(도호쿠 라쿠텐 골든이글스)도 달성했다.
8. ↑  시즌 종료 후 우다는 한신 타이거스로 이적했고 센도는 은퇴했다.
9. ↑  센트럴·퍼시픽 양대 리그에서의 일본 시리즈 우승을 이끈 감독은 미즈하라 시게루와 히로오카 다쓰로가 있다.
10. ↑  이 때 미하라를 비롯한 대부분의 감독들은 코치 박스에서 지휘를 하고 있었다.
11. ↑  10월 11일부터의 일본 시리즈에 맞춰 공식전을 빨리 소화할 수 있도록 변칙성 더블헤더가 짜여졌다. 2차전 경기는 가와사키가 연고지인 ‘다이요 - 주니치’, 1차전 경기는 ‘야쿠르트 - 주니치’였다.
12. ↑  원래 ‘죽은 말이 방귀를 뀐다’라는 미하라의 조어이다.

### 출전
1. ↑  真のライバル 3 （もう一人の水原）〈徒然想 2010年4月8日記事〉
2. ↑  “巨人軍年表”. 요미우리 자이언츠. 2022년 11월 12일에 확인함.
3. 1 2  《야구 전당 1959-2009》, p.77
4. ↑  《일본 프로 야구 역대 명선수 명감》, p.162
5. ↑  《교진군의 사나이들》, p.45
6. ↑  《교진군의 사나이들》, p.44
7. ↑  【プロ野球仰天伝説89】バットを持って審判室へ。その後、罰金処分に怒って退団した三原脩【怒れる男たち】 - 슈칸 베이스볼 ONLINE, 2018년 3월 22일
8. ↑  “残された南海との遺恨　「ぽかり事件」で無期限出場停止／三原脩氏編４”. 닛칸 스포츠. 2021년 12월 10일. 2021년 12월 10일에 확인함.
9. ↑  《라이온스 60년사》, p.26
10. ↑  참조: 미하라 오사무가 감독을 맡았던 시대의 연표 보관됨 2011-11-07 - 웨이백 머신 - ※‘라이온스 클래식 2011’(사이타마 세이부 라이온스 홈페이지)
11. 1 2  中川淳一 (2012년 1월 10일). “三原「修→脩」　名監督の改名は筋書きのないドラマ”. 《NIKKEIリスキリング》. 니혼케이자이 신문사. 2쪽. 2023년 10월 16일에 확인함.
12. ↑  中川淳一 (2012년 1월 10일). “三原「修→脩」　名監督の改名は筋書きのないドラマ”. 《NIKKEIリスキリング》. 니혼케이자이 신문사. 1쪽. 2023년 10월 16일에 확인함.
13. ↑  「西鉄・三原監督、辞任騒動」週刊ベースボール別冊 よみがえる1958-69年のプロ野球 [Part1] 1958年編 ルーキー・長嶋茂雄、球界席巻！ ベースボール・マガジン社.2023年.P26
14. ↑  読売新聞1967年10月4日9面「三原監督が退陣表明 『来シーズン、大洋と契約しない』」読売新聞1967年10月p89
15. ↑  読売新聞1967年10月5日10面「三原監督の辞任了承 別当ヘッドコーチが代理監督に」読売新聞1967年10月p118
16. ↑  読売新聞1967年11月7日11面「三原近鉄監督正式に就任」読売新聞1967年11月p187
17. ↑  読売新聞1968年11月9日11面「三原監督、退団申し入れ」読売新聞1968年11月p259
18. ↑  読売新聞1968年11月12日11面「近鉄・三原監督は留任」読売新聞1968年11月p343
19. ↑  《週刊ベースボールプラス6 1950-2011 わが愛しのスワローズ 国鉄から始まった栄光の軌跡、松岡弘が語るヤクルト初優勝まで》. ベースボール・マガジン社. 2011. 41쪽.
20. ↑  運(운) (1973년 7월 5일). “張勳(장훈),내년부터 監督(감독)겸해”. 조선일보. 2022년 4월 2일에 확인함.
21. ↑  三浦馨 (2015년 8월 14일). “放棄試合…２軍監督へ降格　帰郷、古葉カープ見守る”. 산케이 신문. 2022년 4월 2일에 확인함.
22. ↑  슈칸 겐다이, 2016년 12월 31일자, p.129
23. ↑  追悼・中西太「オリックス時代は、どういうバッターにどういう指導をすればいいかが分かっていた。ワシの指導者人生の集大成と言っていいのかもしれん」／追悼・中西太 - 슈칸 베이스볼
24. ↑  ‘야구 전당 1959-2009’, 《고토뱅크》내에 게재된 기사 ‘미하라 오사무’(소스: 《디지털판 일본인명대사전+Plus》, 《디지털 다이지센》) 외
25. ↑  미하라 오사무 (1973). 《勝つ 戦いにおける“ツキ”と“ヨミ”の研究》. 산케이 신문사. 114-116쪽.
26. 1 2  “【9月22日】1962年（昭37） 三原監督、ルール守ってアテ馬7人 エースも三塁守らせる”. 《스포츠 닛폰》. 2007년 9월 22일. 2012년 4월 21일에 원본 문서에서 보존된 문서. 2012년 12월 27일에 확인함.
27. ↑  《난카이 호크스가 있었을 무렵》 중에서
28. ↑  NHK 교육 텔레비전 《아는 것을 즐긴다 - ‘개성이 프로 야구를 구한다’》에서 사사키의 발언
29. ↑  1938년 추계 시즌에서 나카지마 하루야스의 3관왕은 1965년이 돼서야 인정됐다(다마키 마사유키 《프로 야구 대사전》, 신초 분코).
30. ↑  中川淳一 (2012년 1월 10일). “三原「修→脩」　名監督の改名は筋書きのないドラマ”. 《NIKKEI STYLE ライフコラム ことばオンライン》. 니혼케이자이 신문사, 닛케이 BP. 3쪽. 2020년 10월 22일에 확인함.
31. ↑  나가타니 오사무 저 《仰木彬「夢実現」の方程式　野茂、イチローらを育てた男の実像》, 2006년, p.1

## 참고 문헌
- 다테이시 야스노리 (2002). 《魔術師決定版 〜三原脩と西鉄ライオンズ〜》 [마술사 결정판 - 미하라 오사무와 니시테쓰 라이온스]. 쇼가쿠칸. ISBN 9784093874038.
- 야구 전당 박물관 (2009). 《野球殿堂 1959-2009》 [야구 전당 1959-2009]. 베이스볼 매거진사. ISBN 9784583101644.
- 《ライオンズ60年史》 [라이온스 60년사]. 베이스볼 매거진사. 2010. ISBN 9784583616858.
- 나가이 요시카즈, 하시즈메 신야 (2003). 《南海ホークスがあったころ》 [난카이 호크스가 있었을 무렵]. 기노쿠니야 쇼텐. ISBN 9784314009478.
- 《巨人軍5000勝の記憶》 [교진군 5000승의 기억]. 요미우리 신문사, 베이스볼 매거진사. 2007. ISBN 9784583100296.
- 《日本プロ野球 歴代名選手名鑑》 [일본 프로 야구 역대 명선수 명감]. 고분샤. 1976.
- 치바 시게루 (1984). 《巨人軍の男たち》 [교진군의 사나이들]. 도쿄 스포츠 신문사.